# Tissa (Thuringe)
Pour les articles homonymes, voir Tissa.
Tissa est une commune allemande de l'arrondissement de Saale-Holzland, Land de Thuringe.

## Géographie
La commune comprend le hameau d'Ulrichswalde.
| Stadtroda | Quirla      | Möckern                  |
|           | Tissa       |                          |
| Tröbnitz  | Waltersdorf | Lippersdorf-Erdmannsdorf |

## Histoire
Tissa est mentionné pour la première fois en 1358.

## Source de la traduction
- (de) Cet article est partiellement ou en totalité issu de l’article de Wikipédia en allemand intitulé « Tissa » (voir la liste des auteurs).